# Agrupación Deportiva Torrejón Club de Fútbol (femenino)
La sección de fútbol femenino de la Agrupación Deportiva Torrejón Club de Fútbol se creó en 1996 como sección femenina del Torrejón Club de Fútbol. Actualmente disuelto al ascender a Primera División Femenina de España y no disponer de recursos económicos.

## Historia
En 1996 se crea la sección de fútbol femenino del Torrejón C. F. En su primer año de existencia se proclamó campeón regional y ascendió a Liga Nacional, por aquel entonces máxima categoría de fútbol femenino nacional dividida en cuatro grupos. La temporada 1999/00 el Torrejón se proclamó campeón de su grupo y disputó la Liga de Campeones en la que fue finalista tras eliminar al Levante U. D. en semifinales y caer ante el Club Irex Puebla por penaltis en la final. En 2001 fue uno de los doce equipos fundadores de la Superliga, competición de grupo único que pasó a ser la máxima categoría. En 2002 se produce la fusión del Torrejón C. F. y la A. D. Torrejón que dio lugar a la creación de la A. D. Torrejón C. F.
La temporada 2009/10 se produce una reestructuración de la Superliga y el Torrejón logra clasificarse para la Copa de la Reina tras finalizar primero de su grupo. En la copa se clasificó para la fase final tras eliminar a Real Sociedad y Sporting de Huelva en octavos y cuartos. En la fase final, disputada en Basauri, el torrejón quedó en cuarta posición tras perder ante el Rayo Vallecano en semifinales y el F. C. Barcelona en el partido por el tercer puesto.
Tras permanecer diez temporadas seguidas en la Superliga desde su fundación, el Torrejón descendió a Segunda División la temporada 2010/11. La temporada siguiente se proclamó campeón de su grupo en la división de plata, pero cayó ante la UD Tacuense en la primera ronda de la fase de ascenso. En su segunda temporada en la división de plata volvió a ser campeón de su grupo. Tras eliminar en la fase de ascenso al Añorga K. K. E. en primera ronda y al Girona F. C. en segunda, el Torrejón logró el derecho a volver a la élite del fútbol femenino.
Sin embargo, este ascenso no pudo completarse, ya que el club se negó a dar apoyo económico tras ascender también su sección masculina y prescindió del equipo femenino en la categoría nacional. Pese a estas dificultades, compitieron en la temporada 2013/2014 en la máxima categoría regional en la comunidad de Madrid (Preferente de fútbol femenino), finalizando la temporada en el octavo puesto, que le daba derecho a conservar la categoría. No obstante, esta sección se encuentra totalmente disuelta en la actualidad debido principalmente a la falta de recursos económicos.

## Uniforme
- Uniforme titular: Camiseta roja con franja diagonal blanca, pantalón azul, medias azules.
- Uniforme alternativo: Camiseta azul con franja diagonal blanca, pantalón blanco, medias blancas.

## Estadio
Durante su existencia, la sección femenina de la AD Torrejón CF jugaba sus partidos en el Estadio Las Veredillas, a igual que los equipos masculinos del club. El campo, situado en Torrejón de Ardoz, cuenta con un graderío techado con una capacidad para 500 personas.

## Datos del club
- Temporadas en Primera División: 10.
  - Partidos jugados: 250.
    - Ganados: 120.
    - Empatados: 37.
    - Perdidos: 91.

  - Goles a favor: 505.
  - Goles en contra: 431.
  - Puntos: 399.
- Mejor puesto en la liga: 4º (temporada 2004/05).
- Peor puesto en la liga: 17º (temporada 2010/11).